# Hellmut Lorenz
Hellmut Lorenz (* 11. Juni 1942 in Wien) ist ein österreichischer Kunsthistoriker.
Hellmut Lorenz studierte 1960 bis 1972 an der Universität Wien Kunstgeschichte, Germanistik und Archäologie. Nach Promotion zum Dr. phil. bei den Professoren Renate Wagner-Rieger und Otto Pächt (1972) und Habilitation (1983) war er 1984 Gastprofessor an der Universität Salzburg. 1985 folgte er einem Ruf an die Freie Universität Berlin, wo er Professor für Kunstgeschichte wurde. Von 1997 bis zu seiner Emeritierung 2008 war er Ordinarius für Kunstgeschichte an der Universität Wien. Im Dezember 2012 erhielt er den Wilhelm-Hartel-Preis der Österreichischen Akademie der Wissenschaften.

## Schriften
- Studien zum architektonischen und architekturtheoretischen Werk L.B. Albertis. 1972, Dissertation.
- Mitautor: Wiener Fassaden des 19. Jahrhunderts – Wohnhäuser in Mariahilf (= Studien zu Denkmalschutz und Denkmalpflege. 10). Böhlau, Wien [u. a.] 1976, ISBN 3-205-08172-2.
- Domenico Martinelli (1650–1719) und die österreichische Barockarchitektur. 1983, Habilitationsschrift.
- Liechtenstein Palaces in Vienna from the Age of the Baroque. Metropolitan Museum of Art, New York 1985, ISBN 0-87099-399-2.
- Domenico Martinelli und die österreichische Barockarchitektur (= Denkschriften der philosophisch-historischen Klasse der Österreichischen Akademie der Wissenschaften. Band 218). Verlag der Österreichischen Akademie der Wissenschaften, Wien 1991, ISBN 3-7001-1859-7.
- Johann Bernhard Fischer von Erlach. Verlag für Architektur, Zürich-München-London 1992, ISBN 3-7608-8132-7.
- (Hrsg.): Berliner Baukunst der Barockzeit. Die Zeichnungen und Notizen aus dem Reisetagebuch des Architekten Christoph Pitzler (1657–1707). Nicolai, [Berlin] 1998, ISBN 3-87584-699-0.
- (Hrsg. und Mitautor: Barock (= Geschichte der Bildenden Kunst in Österreich. Band IV). Prestel, München [u. a.] 1999, ISBN 3-7913-2050-5.
- mit Peter-Michael Hahn (Hrsg.) und Mitautor: Herrenhäuser in Brandenburg und der Niederlausitz. Kommentierte Neuausgabe des Ansichtenwerkes von Alexander Duncker (1857–1883). 2 Bände, Berlin 2000, ISBN 3-87584-024-0.
- mit Wilhelm G. Rizzi, Wolfgang Prohaska, Andrea Stockmann (Redaktion): Palais Daun-Kinsky. Wien, Freyung. Beiträge zum barocken Palast. Hrsg.: Amisola-Immobilien-AG. Lehner, Wien 2001, ISBN 3-901749-22-5.
- Huberta Weigl (Hrsg.): Das barocke Wien. Die Kupferstiche von Joseph Emanuel Fischer von Erlach und Johann Adam Delsenbach (1719). Imhof, Petersberg 2007, ISBN 978-3-937251-76-9.
- Richard Kurdiovsky (Hrsg.): Die Österreichische Präsidentschaftskanzlei in der Wiener Hofburg. Mit Beiträgen von Herbert Karner, Richard Kurdiovsky, Marcus Langer, Hellmut Lorenz, Anna Mader, Florian Steininger und Manuel Weinberger. Photographien von Manfred Seidl. Brandstätter, Wien 2008, ISBN 978-3-85033-161-6.